# Simeprevir
Simeprevir é um medicamento usado em associação com outros medicamentos no tratamento da hepatite C. É especificamente usado no tratamento dos genótipos 1 e 4. Entre os medicamentos com que é geralmente associado estão o sofosbuvir ou ribavirina e peginterferão alfa. A taxa de cura é de 80 a 90%. Pode também ser usado em pessoas com VIH/SIDA. É administrado por via oral, geralmente uma vez por dia durante doze semanas.
Entre os efeitos secundários mais comuns estão cansaço, dores de cabeça, irritação da pele e hipersensibilidade à luz do sol. Em pessoas com antecedentes de hepatite B, a doença ativa pode recorrer. Não é recomendado para pessoas com problemas de fígado significativos. Durante a gravidez, a associação com a ribavirina pode ser prejudicial para o bebé e a segurança da associação com o sofosbuvir ainda não é clara. O simeprevir é um inibidor da protease do VHC.
O simeprevir foi desenvolvido pela Medivir AB e pela Janssen Farmacêutica. Foi inicialmente aprovado para uso médico nos Estados Unidos em 2013. Em 2019 foi removido da lista de medicamentos essenciais da Organização Mundial de Saúde. À data de 2015 não estava ainda disponível uma versão genérica.